# Francisco Ruiz Tagle
Francisco Ruiz-Tagle Portales (Santiago do Chile, 1790 — 23 de Março de 1860) foi um militar e político chileno, presidente interino da república em 1830.
Era filho de Manuel Ruiz Tagle Jaraquemada e de Rosario Portales Larraín. Participou dos avatares da independência, sendo eleito deputado por Los Andes em 1811, posteriormente, entre 1812 e 1814, foi senador e ministro de fazenda no governo de Francisco Antonio Pinto.
Em 17 de Fevereiro de 1830 foi eleito presidente provisório da república pelo congresso nacional, por imposição de José Rodríguez Aldea. Em 31 de Março de esse mesmo ano, por instigações de seu primo Diego Portales, renuncia ao cargo, deixando o vice-presidente, José Tomás Ovalle, assimir o poder.

## Ministros de Estado
| Ministério                     | Nome                                 |
| ------------------------------ | ------------------------------------ |
| Interior e Relações Exteriores | Juan Francisco Meneses Mariano Egaña |
| Guerra e Marinha               | Bartolomé Mujica                     |
| Fazenda                        | Mariano Egaña Juan Francisco Meneses |